# Detlef Poste
Detlef Poste (* 1. März 1966) ist ein ehemaliger deutscher Badmintonspieler.

## Karriere
Detlef Poste gewann 1989 Bronze bei den deutschen Meisterschaften im Herreneinzel. Bei den Weltmeisterschaften der Studenten 1990 erkämpfte er sich Gold und Bronze. 1992 wurde er deutscher Meister im Herreneinzel und gewann zwei weitere Medaillen bei den Weltmeisterschaften der Studenten. 1993 reichte es zu Bronze bei den deutschen Meisterschaften, 1995, 1996 und 1997 zu Silber. Er war zwischen 2005 und 2008 Cheftrainer der deutschen Badmintonnationalmannschaft. Von 2008 bis zum Jahresende 2016 war er der Geschäftsführer des Deutschen Badminton-Verbandes. Ab 2017 übernahm er erneut das Amt des Cheftrainers der Nationalmannschaft. Poste hat an der Deutschen Sporthochschule Köln studiert.

## Sportliche Erfolge
| Saison    | Veranstaltung                     | Disziplin    | Platz | Name                                                   |
| --------- | --------------------------------- | ------------ | ----- | ------------------------------------------------------ |
| 1985/1986 | Deutsche Einzelmeisterschaft U22  | Herreneinzel | 2     | Detlef Poste (PSV Bremerhaven)                         |
| 1988/1989 | Deutsche Hochschulmeisterschaften | Herreneinzel | 1     | Detlef Poste (DSHS Köln)                               |
| 1988/1989 | Deutsche Einzelmeisterschaft      | Herreneinzel | 3     | Detlef Poste (1. DBC Bonn)                             |
| 1989/1990 | Deutsche Hochschulmeisterschaften | Herreneinzel | 1     | Detlef Poste (DSHS Köln)                               |
| 1989/1990 | Deutsche Hochschulmeisterschaften | Herrendoppel | 1     | Detlef Poste / Martin Luhnen (DSHS Köln)               |
| 1990      | Weltmeisterschaften der Studenten | Herrendoppel | 1     | Detlef Poste / Robert Neumann                          |
| 1990      | Weltmeisterschaften der Studenten | Herreneinzel | 3     | Detlef Poste                                           |
| 1990/1991 | Westdeutsche Einzelmeisterschaft  | Herrendoppel | 1     | Volker Renzelmann / Detlef Poste (TTC Brauweiler 1948) |
| 1990/1991 | Deutsche Einzelmeisterschaft      | Herreneinzel | 3     | Detlef Poste (TTC Brauweiler)                          |
| 1990/1991 | Deutsche Hochschulmeisterschaften | Herreneinzel | 1     | Detlef Poste (DSHS Köln)                               |
| 1991/1992 | Westdeutsche Einzelmeisterschaft  | Herrendoppel | 1     | Volker Renzelmann / Detlef Poste (TTC Brauweiler 1948) |
| 1991/1992 | Deutsche Einzelmeisterschaft      | Herreneinzel | 1     | Detlef Poste (TTC Brauweiler 1948)                     |
| 1992      | Weltmeisterschaften der Studenten | Herreneinzel | 3     | Detlef Poste                                           |
| 1992      | Weltmeisterschaften der Studenten | Herrendoppel | 3     | Volker Renzelmann / Detlef Poste                       |
| 1992      | La Chaux-de-Fonds International   | Herrendoppel | 1     | Detlef Poste / Volker Renzelmann                       |
| 1992/1993 | Deutsche Hochschulmeisterschaften | Herreneinzel | 1     | Detlef Poste (DSHS Köln)                               |
| 1992/1993 | Deutsche Einzelmeisterschaft      | Herreneinzel | 3     | Detlef Poste (FC Bayer 05 Uerdingen)                   |
| 1993/1994 | Deutsche Hochschulmeisterschaften | Herreneinzel | 1     | Detlef Poste (DSHS Köln)                               |
| 1994      | Weltmeisterschaften der Studenten | Herreneinzel | 3     | Detlef Poste                                           |
| 1994/1995 | Deutsche Einzelmeisterschaft      | Herreneinzel | 2     | Detlef Poste (SC Bayer 05 Uerdingen)                   |
| 1995/1996 | Deutsche Einzelmeisterschaft      | Herreneinzel | 2     | Detlef Poste (SC Bayer 05 Uerdingen)                   |
| 1996/1997 | Deutsche Einzelmeisterschaft      | Herreneinzel | 2     | Detlef Poste (SC Bayer 05 Uerdingen)                   |